# Leptotrichella brasiliensis
Leptotrichella brasiliensis là một loài Rêu trong họ Dicranaceae. Loài này được (Duby) Ochyra mô tả khoa học đầu tiên năm 1997.